# Banda (Índia)
Banda (hindi: बांदा, urdú: باندہ) és una ciutat i municipi d'Uttar Pradesh, Índia capital del districte de Banda, al sud del riu Yamuna, a la riba del riu Ken, a la regió de Bundelkhand. La seva població (2001) és de 134.822 habitants (el 1901 era de 22.565 habitants). Està situada a 25° 29′ N, 80° 20′ E / 25.48°N,80.33°E<

## Història
Era un petit poble quan el raja bundela de la regió Chhatrasal, a la seva mort el 1732, va llegar al seu aliat el maratha Baji Rao, junt amb altres territoris, un terç dels seus dominis, incloent Jalaun i Jhansi; el segon fill de Chhatrasal, va dominar Banda i els forts a la rodalia; els marathes van voler estendre el seu domini. El 1791 el raja bundela de Banda que estava sota tutela de Noni Arjun Singh, va enfrontar a Ali Bahadur, un fill il·legítim del pesha Baji Rao nascut de la seva dona musulmana Mastani (una dona bundela) que tenia el suport del cap religiós Himmat Bahadur Gosain, reconvertit a general. Noni Arjun Singh va morir i Ali Bahadur va ocupar Banda i es va declarar nawab. Ali Bahadur va morir al setge de Kalinjar el 1802 i el districte fou cedit als britànics pel tractat de Bassein (31 de desembre de 1802) i el tractat de Poona de 1803. El 1811 es va organitzar l'agència de Bundelkhand amb els principats reconeguts pels britànics als prínceps locals, amb capital a Banda. El 1818 el peshwa va cedir tots els seus drets en Bundelkhand als britànics al final de la tercera guerra anglo-maratha i la capital de l'agència es va traslladar a Kalpi fins al 1824 quan va passar a Hamirpur, per retornar a Banda el 1832. El 1819 Banda fou escollida capital del districte de South Bundelkhand, que després fou el districte de Banda. La ciutat es va revoltar el maig de 1857 i fou evacuada el 14 de juny. El raja Ali Bahadur II es va posar al front de la revolta; fou reconquerida pels britànics el 20 d'abril de 1858. Fou declarada municipalitat el 1865.

## Rajes marathes de Banda
- Nawab Shamsher Bahadur I, rep els drets del seu pare el 1740 però no ocupa el territori (+1761)
- Nawab Ali Bahadur I 1791-1802, reclama el territori i conquista Banda el 1791 (fill, +1802)
- Nawab Shamsher Bahadur II 1802-1823 (fill, els britànics ocupen Banda el 1811)
- Nawab Zulfikar Ali 1823-? (germà)
- Nawab Ali Bahadur II ?-1858 (fill +1873)